# Palais épiscopal

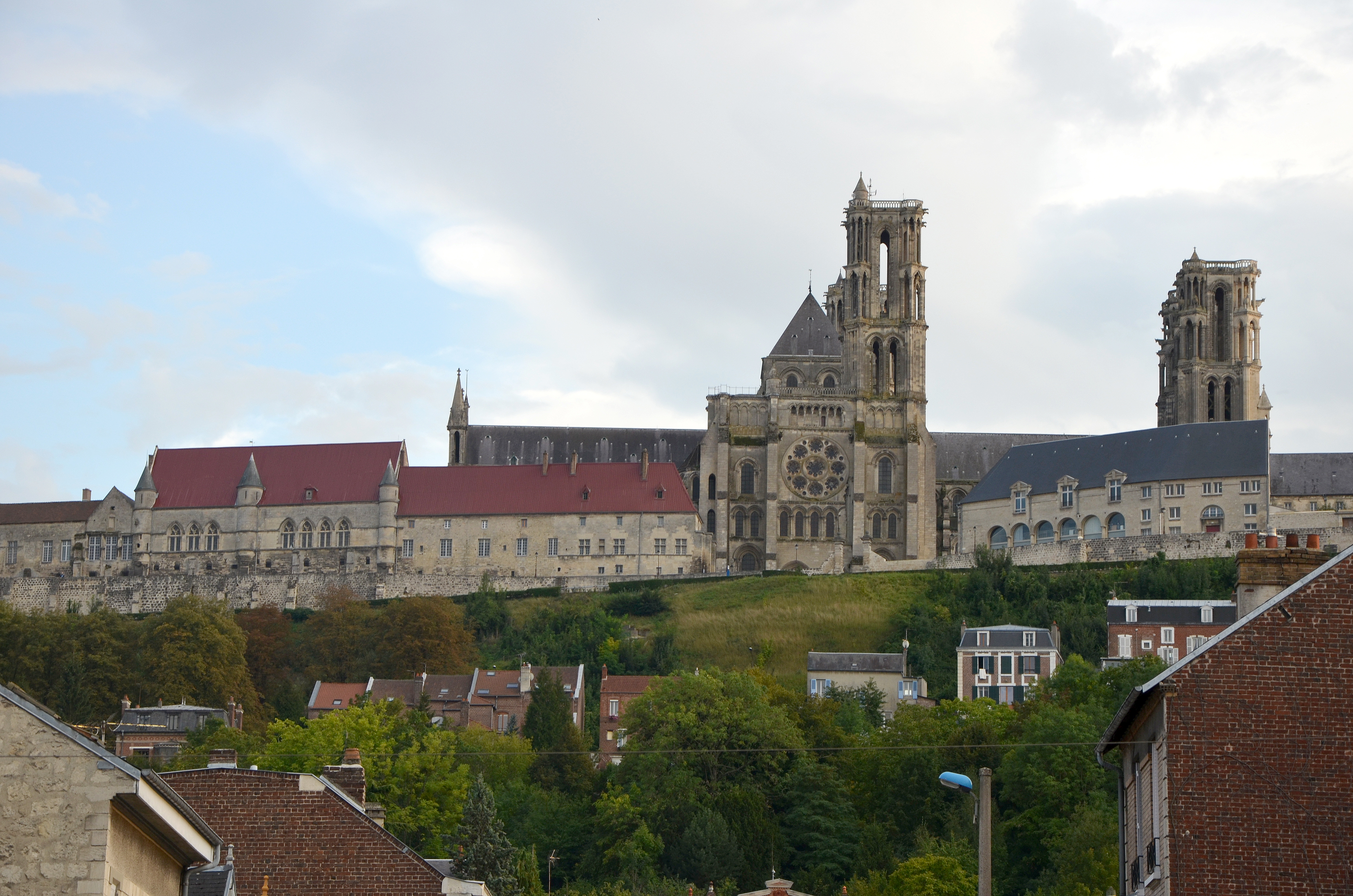
Groupe cathédral de Laon avec son palais épiscopal, sa cathédrale et son hôtel-Dieu.

Un palais épiscopal (en latin domus episcopi) est la demeure d’un évêque, généralement à proximité de la cathédrale et intégrée à un groupe épiscopal. Lorsqu'il s'agit d'un archevêque, on parle de palais archiépiscopal.
Le palais épiscopal se présente souvent comme un vaste hôtel particulier qui abritait des salles de classe pour l'enseignement du droit canonique. Il disposait aussi d'une chapelle épiscopale  desservie par des chapelains souvent choisis par l'évêque au sein du chapitre de chanoines. Cette chapelle était la destination de processions capitulaires plusieurs fois par an mais aussi le théâtre d'importantes cérémonies épiscopales, notamment des passations d'actes et prestations de serments.

## Éléments historiques
Alors que les palais épiscopaux sont fortifiés à la suite d'émeutes urbaines durant le haut Moyen Âge, les évêques expriment un certain souci d'ostentation à partir du Moyen Âge central. En concurrence avec d'autres autorités religieuses (abbés, chanoines qui ont échappé à la tutelle économique et administrative des évêques) et surtout les autorités civiles (seigneurs laïcs, magistrats municipaux) qui conquièrent les droits acquis des évêques (péages, tonlieux…), ces derniers obtiennent des compensations financières qu'ils réinvestissent dans leurs palais épiscopaux qui gagnent en somptuosité et en ampleur, marquant ainsi l'emprise urbaine de leur imposante stature. Cette politique ostentatoire conduit à une répartition topographique des pouvoirs au sein des cités épiscopales.

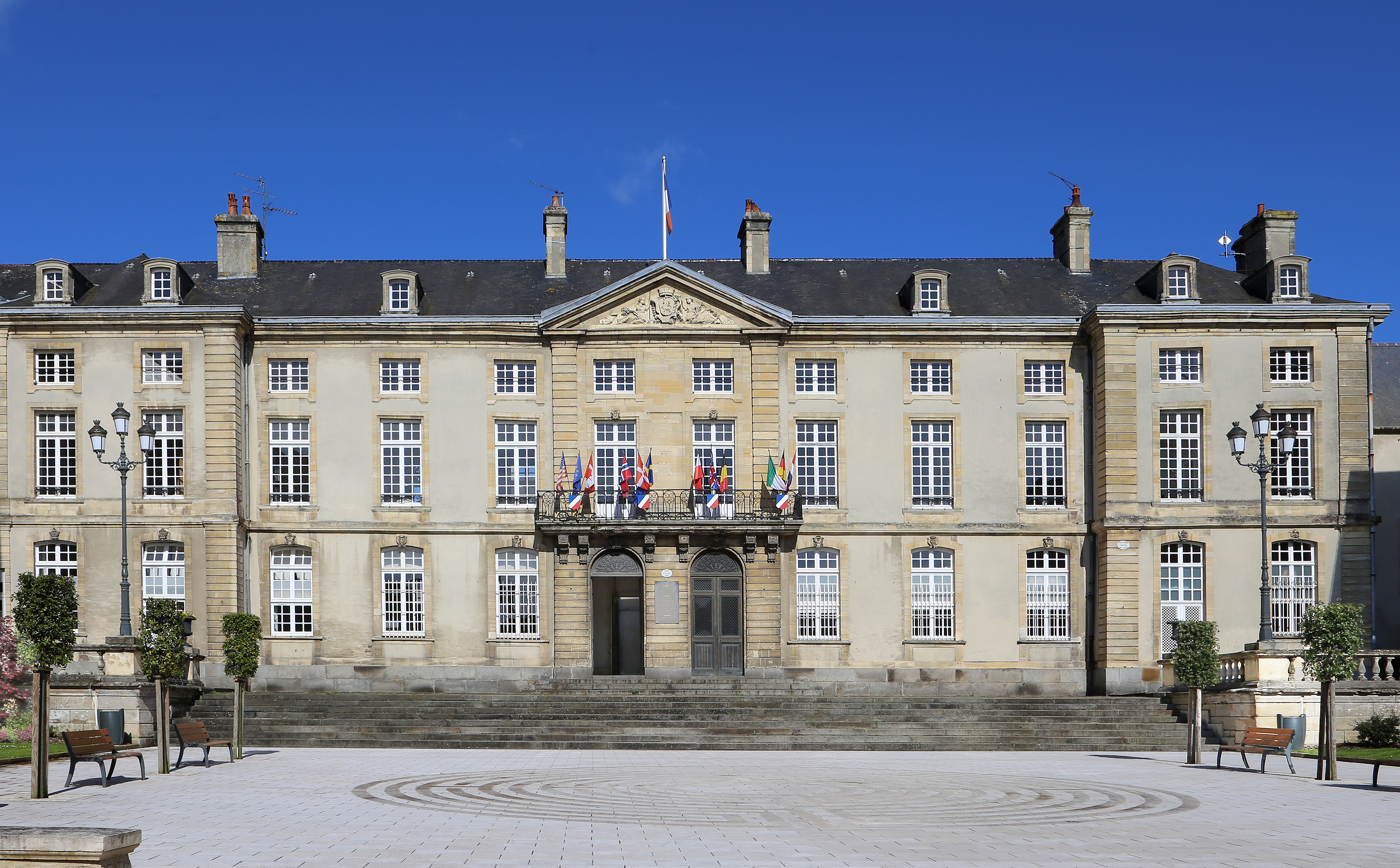
Palais épiscopal de Bayeux.
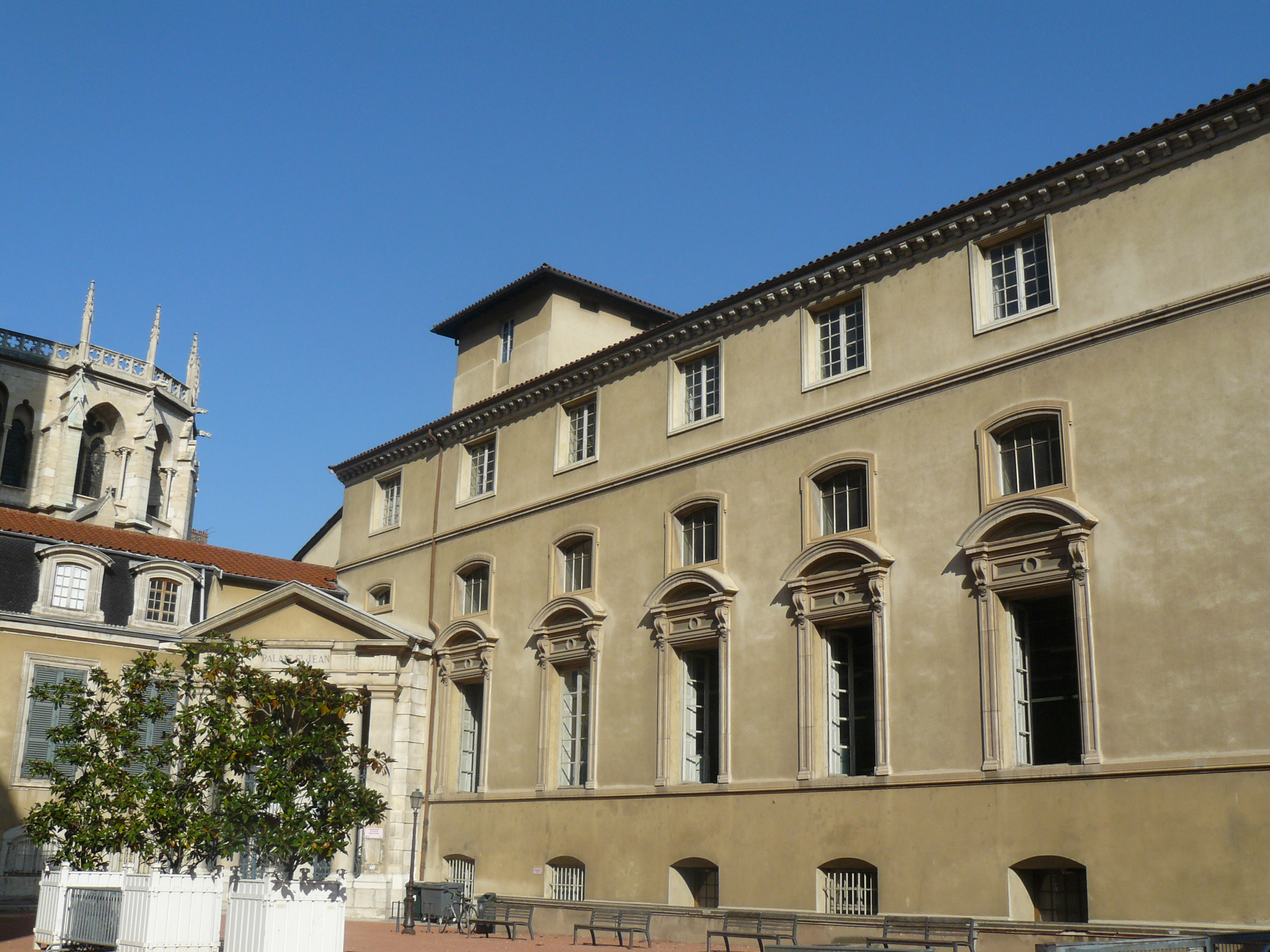
Palais archiépiscopal de Lyon.
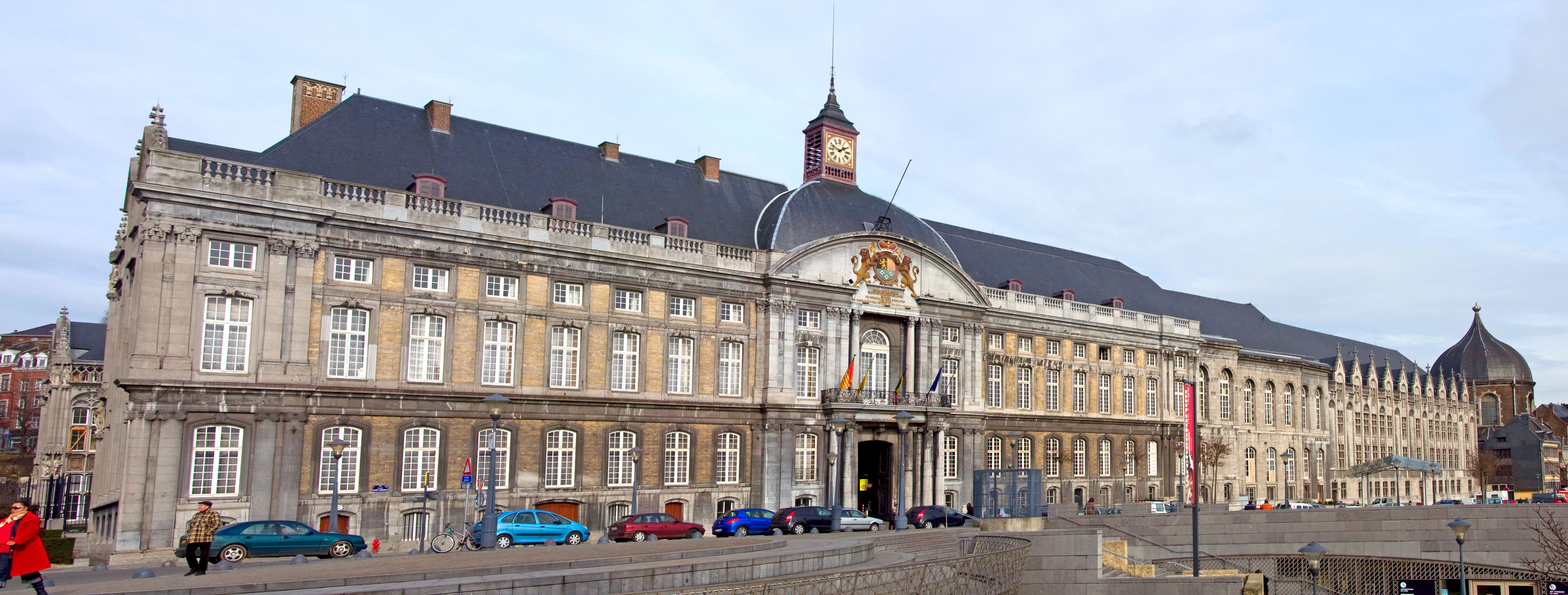
Palais des princes-évêques de Liège.